# La Bataille des Pommes de Terre
La Bataille des Pommes de Terre (Die Schlacht der Erdäpfel oder Die Kartoffelschlacht) ist ein Gemälde des Surrealisten Raoul Michau.

## Beschreibung
Michaus Gemälde zeigt unter einem wolkigen Himmel, der etwa die oberen zwei Drittel des Bildes einnimmt, eine große Anzahl von Kartoffeln, die auf den Schollen eines Ackers liegen und bereits lange Triebe entwickelt haben. Diese Triebe sind in den Himmel gerichtet und wirken wie gereckte Arme mit gespreizten Fingern. Zwischen den emporgereckten Kartoffeltrieben ragt im linken Drittel des Bildes eine leicht nach links geneigte Stange auf, an der nach Art einer Fahne ein zerrissenes Stück Stoff oder Papier flattert, das offenbar vom Wind, der von links nach rechts weht, gegen dieses Hindernis gedrückt wurde. Eine dunkle Wolken- oder Rauchformation über dem Horizont rechts lässt an den Qualm über einem Schlachtfeld denken und verstärkt die Dramatik der Darstellung.

## Geschichte
Der Künstler widmete das Bild dem Ehepaar Pilling in London. 1953 stifteten die Besitzer das Gemälde dem Pariser Musée national d’art moderne, in dem es heute hängt. 1968 schmückte eine farbige Reproduktion des Bildes eine Ausgabe des Buches Kaputt von Curzio Malaparte. Dort erscheint die „Fahne“ über den Kartoffeln nicht weiß, wie sie sich auf Schwarzweißreproduktionen des Gemäldes zeigt, sondern rot. 1980 wurde das Bild in Wieland Schmieds Werk 200 Jahre phantastische Malerei abgebildet. Anlässlich der Ausstellung 13 Dinge wurde es 1992 in Waldenbuch gezeigt.

## Der Künstler
Raoul Michau (1897–1981) wurde in Tours geboren und studierte unter anderem in Shanghai. Zu seinen Lehrern gehörte der russische Künstler Podgoursky. Michau lebte sechs Jahre in China, bereiste danach die Welt und kehrte 1930 nach Frankreich zurück, wo er im Salon Des Surindependants, dem Salon des independants, dem Salon d’Automne und dem Salon des Tuileries ausstellte. Eine Retrospektive seiner Werke wurde 1975 und 1976 unter dem Titel Raoul Michau in mehreren Museen gezeigt. Viele seiner Werke befinden sich in den Sammlungen des Centre Pompidou.